# Ulrike Kern
Ulrike Kern (* 25. Oktober 1936) ist Kirchenmusikerin und war bis 31. Oktober 2001 Kantorin an der Frankenberger Kirche in Goslar.

## Musikalische Arbeit
In den 70er Jahren gründete Kern an der Frankenberger Kirche den Kinderchor, dessen Mitgliederzahl sich schon nach kurzer Zeit verdoppelte. Aus ihm ging einige Jahre später der Jugendchor hervor, der mit dem Kinderchor zusammen (und einem Instrumentalensemble in wechselnder Zusammensetzung) unter der Gesamtleitung von Kern zwei Mal im Jahr zum Sommer- und Weihnachtskonzert einlud. Darüber hinaus musizierten beide Chöre getrennt voneinander in unregelmäßigen Abständen in den Gottesdiensten am Frankenberg. Die Chöre werden inzwischen von Kerns Nachfolgerin Annette Krieger geleitet. Gemeinsam mit ihrem Ehemann prägte Ulrike Kern die musikalische Arbeit in Goslar über drei Jahrzehnte lang. Mit dem Jugendchor unternahm sie Chorreisen nach Leipzig (auch zu DDR-Zeiten), Dresden, Heidelberg, Hamburg und Berlin. Nicht zuletzt durch ihre engagierte Arbeit zählt der Förderverein Frankenberger Kirchenmusik, der das Überleben der Kirchenmusik an der Frankenberger Kirche sicherstellt, Bürger aus allen Regionen Deutschlands zu seinen Mitgliedern. Beide Chöre sind mehrfach zu Gast im Fernsehen gewesen. Das auf CD eingespielte Komponistenporträt über Christian Lahusen (Wisst ihr noch, wie es geschehen?) ist weit über die Stadtgrenzen Goslars hinaus bekannt.

## Ehrungen
Ulrike Kern ist Trägerin der Ehrenplakette der Stadt Goslar.

## Familie
Ulrike Kern ist mit Kirchenmusikdirektor Klaus Dieter Kern verheiratet und hat drei Söhne und eine Tochter.